# Besleria cognata
Besleria cognata är en tvåhjärtbladig växtart som beskrevs av Conrad Vernon Morton. Besleria cognata ingår i släktet Besleria och familjen Gesneriaceae. Inga underarter finns listade i Catalogue of Life.